# Nikołaj Popow (psychiatra)
Nikołaj Michajłowicz Popow (ros. Николай Михайлович Попов, ur. 30 lipca?/11 sierpnia 1854 w Wiatce, zm. 31 maja 1939 w Sofii) – rosyjski lekarz psychiatra. Uczeń Jana Mierzejewskiego. Profesor Cesarskiego Uniwersytetu Warszawskiego (1888–1893), Uniwersytetu Kazańskiego (1894–1903), Narodowego Uniwersytetu Odeskiego (1903–1920) i Uniwersytetu w Sofii (1922-1935). 

## Wybrane prace
- К строению перекреста зрительных нервов. Врач, 1889.
- Материалы к патологической анатомии душевных заболеваний. Казань, 1896
- Основи на общата психопатология. С., 1923
- Основы частной психопатологии (1925)
- Hysterie und Schizophrenie. Wien. Klin. Wochenschr. 32, 1932